# Народне житло

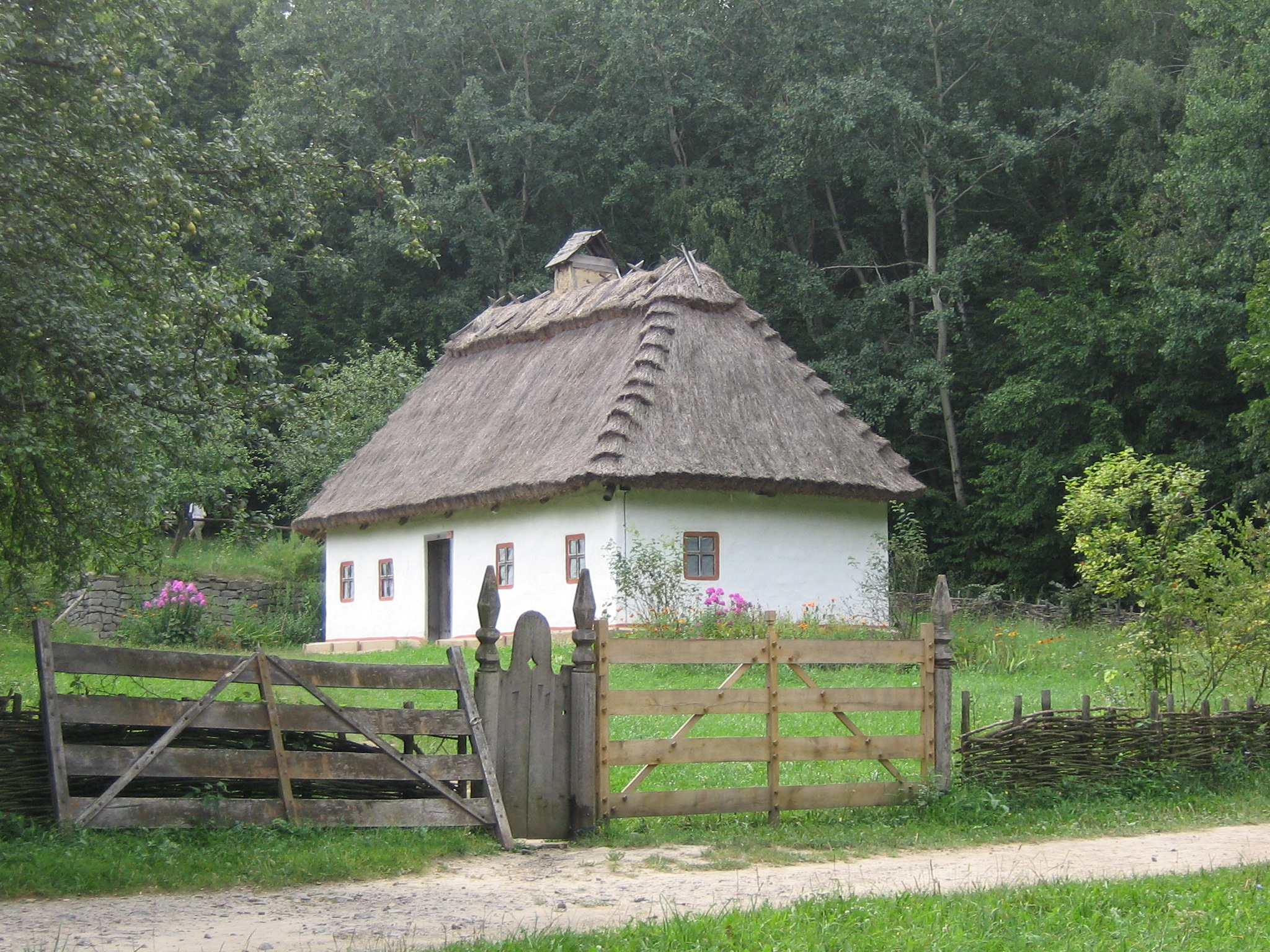

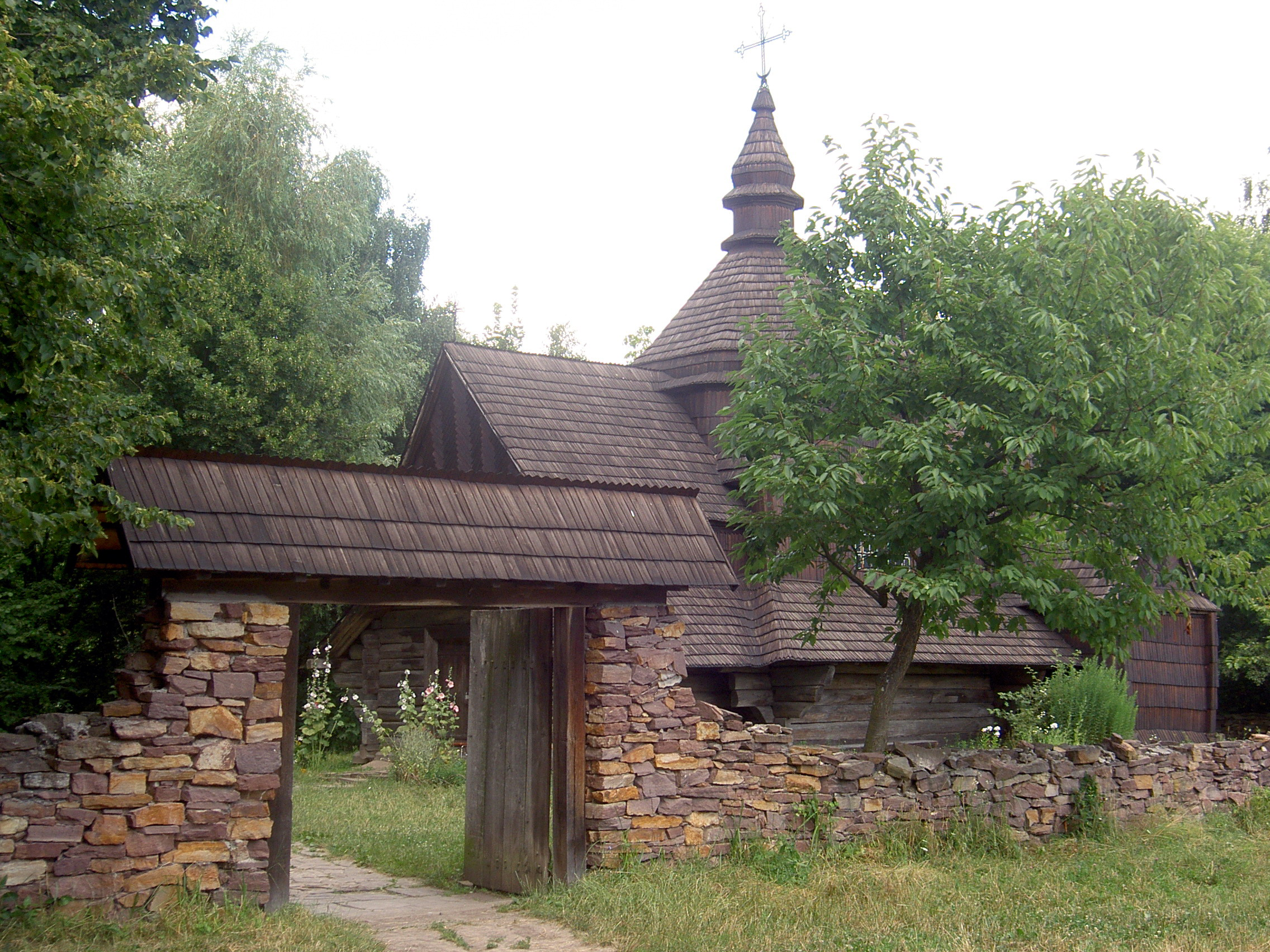

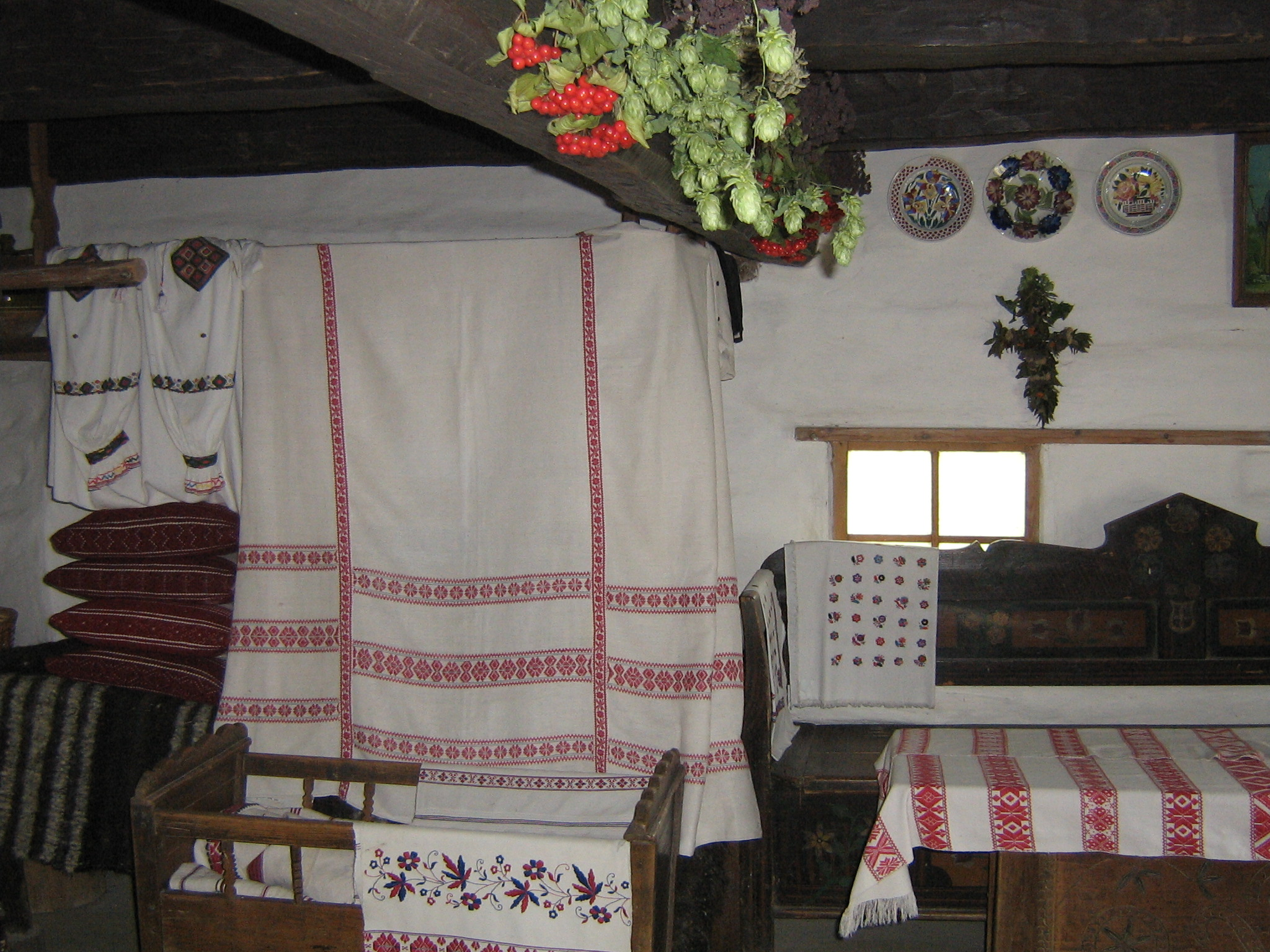

Наро́дне житло́ — один з основних, найістотніших і в той же час надзвичайно складних елементів матеріальної культури. У кожному окремому регіоні в конкретну історичну епоху воно мало свої особливості.
Вивчення житла може пролити світло на багато питань етнокультурної історії, соціального життя, культурно-побутових особливостей на різних етапах історичного розвитку народу.
Класифікація житла — це узагальнення і систематизація шляхом вибору певних ознак з усього різноманіття його типів, форм і особливостей. Вона необхідна для розширення знань про закономірності еволюції народного житла протягом всього періоду його розвитку.
| Види жител                                      | Види жител |
| ознака класифікації                             | ознаки житла |
| ----------------------------------------------- | --- |
| за осілістю                                     | сезонно-переносно-часові і сезонно-не-переносні будови постійні будови                                                                                           |
| за будівельним матеріалом                       | будинки з очерету, тростини, із пруття, дощок і полін (колод); з сирцевої або паленого цегли; кам'яні, глинобитні (мохрелі); комбіновані (камінь, цегла та ін.). |
| За формами (або типам) перекриття               | плоскі-земляні подвійні чотиришатрові риб'ячий хребет склепінні аркоподібні тощо                                                                                 |
| за поверховістю і положенням будинку щодо землі | печери (природні і штучні); землянки, напівземлянки, пальові, одно-або двоповерхові (півтораповерхові)                                                           |
| за розташуванням житлових кімнат                | однорядні, дворядні |
| за плановою структурою житла                    | круглі, овальні, квадратні, П-, Т-, Г-подібні |

Орієнтація житла